# Кристалл (хоккейный клуб, Бердск)
 «Кристалл» — команда по хоккею с шайбой из города Бердска.

## История
Хоккейная команда «Кристалл» появилась в 2005 году, параллельно с основанием спортивного клуба «Кристалл».
В октябре 2009 года принимала участие в Первенстве России команд 1-й лиги в зоне «Сибирь-Дальний Восток». Первым соперником «Кристалла» в плей-офф стал «Шахтёр» из Прокопьевска. В упорной серии победу одержали хоккеисты из Бердска и вышли в финал турнира, где проиграли клубу «Приморье» из Уссурийска 0-3.
В сезоне 2010/11 были завоеваны бронзовые медали. Бердск впервые принял финал первенства России по хоккею среди клубов команд первой лиги. В подгруппе «Кристалл» занял второе место, уступив в итоге лидерам первенства — чемпионам из прокопьевского «Шахтера». Также в тройке сильнейших оказалась команда «Приморье».
Специально к участию команды «Кристалл» в МХЛ сезона 2011/12 был открыт Кубок на призы главы города Бердска. В частности, он был организован для подготовки новых составов бердского клуба.
В Первенстве МХЛ «Кристалл» одержал победу в регулярном чемпионате и вышел в финал плей-офф. В финальной серии клуб проиграл команде «Октан» Пермь. Тем не менее «Кристалл» застолбил за собой место в Чемпионате МХЛ на следующий сезон.
В честь этого события в малом зале ДК «Родина» в городе Бердске состоялось торжественное чествование спортсменов хоккейной команды.
С сезона 2015/16 выступает в Сибирской студенческой хоккейной Лиге.

### Лучшие бомбардиры команды
- 2012/13 — Василий Мякинин — 47 (14+33)
- 2013/14 — Максим Баранов — 72 (27+45)
- 2014/15 — Егор Петухов — 51 (26+25)

## Ежегодные результаты

### Регулярный чемпионат
Примечание: И — количество игр, В — выигрыши в основное время, ВО — выигрыши в овертайме, ВБ — выигрыши по буллитам, ПО — проигрыши в овертайме, ПБ — проигрыши по буллитам, П — проигрыши в основное время, ГЗ — голов забито, ГП — голов пропущено, О — очки.
| Сезон   | И  | В  | ВО | ВБ | ПБ | ПО | П  | О   | ГЗ  | ГП  |
| ------- | -- | -- | -- | -- | -- | -- | -- | --- | --- | --- |
| 2011-12 | 32 | 30 | 0  | 0  | 0  | 0  | 2  | 90  | 223 | 75  |
| 2012-13 | 60 | 13 | 2  | 3  | 1  | 1  | 40 | 51  | 164 | 268 |
| 2013-14 | 56 | 31 | 2  | 2  | 3  | 3  | 15 | 107 | 192 | 143 |
| 2014-15 | 52 | 26 | 3  | 2  | 4  | 0  | 17 | 92  | 182 | 169 |

### Плей-офф
- 2012—2013 Участие не принимали
- 2013—2014 Поражение в 1/16 финала от «Кузнецких Медведей» — 2:3 (5:6б, 4:2, 1:3, 3:1, 3:6)
- 2014—2015 Победа в 1/16 финала над «Ирбисом» — 3:0 (3:2, 2:1, 3:2от) 
 Поражение в 1/8 финала от «Чайки» — 2:3 (0:3, 6:3, 3:6, 2:1от, 1:2)

## Участники Кубка Поколения
| Игрок             | Год  |
| ----------------- | ---- |
| Артур Ханьяров    | 2012 |
| Егор Булатников   | 2012 |
| Самат Жукенов     | 2012 |
| Станислав Логинов | 2012 |
| Артём Евстифеев   | 2012 |

## Участники Кубка Вызова МХЛ
- 2013 — Василий Мякинин
- 2014 — Денис Дюрягин
- 2015 — Егор Петухов